# Provincia de Verbano-Cusio-Ossola
Verbano-Cusio-Ossola (en italiano: provincia del Verbano-Cusio-Ossola) es una provincia de la región del Piamonte, en Italia. Su capital y ciudad más poblada es Verbania.
Tiene un área de 2255 km², y una población total de 159.040 hab. (2001). Hay 74 comuni (municipios) en la provincia.
Limita al oeste, norte y este con Suiza (cantones de Valais y Tesino), al este con la región de Lombardía (provincia de Varese), y al sur con la provincia de Novara y la provincia de Vercelli.

## Administración
La provincia fue instituida en 1992, por escisión de la provincia de Novara. Su sede central está en Verbania.

## Subdivisiones
Comprende los siguientes 74 municipios:
- Antrona Schieranco
- Anzola d'Ossola
- Arizzano
- Arola
- Aurano
- Baceno
- Bannio Anzino
- Baveno
- Bee
- Belgirate
- Beura-Cardezza
- Bognanco
- Borgomezzavalle
- Brovello-Carpugnino
- Calasca-Castiglione
- Cambiasca
- Cannero Riviera
- Cannobio
- Caprezzo
- Casale Corte Cerro
- Ceppo Morelli
- Cesara
- Cossogno
- Craveggia
- Crevoladossola
- Crodo
- Domodossola
- Druogno
- Formazza
- Germagno
- Ghiffa
- Gignese
- Gravellona Toce
- Gurro
- Intragna
- Loreglia
- Macugnaga
- Madonna del Sasso
- Malesco
- Masera
- Massiola
- Mergozzo
- Miazzina
- Montecrestese
- Montescheno
- Nonio
- Oggebbio
- Omegna
- Ornavasso
- Pallanzeno
- Piedimulera
- Pieve Vergonte
- Premeno
- Premia
- Premosello-Chiovenda
- Quarna Sopra
- Quarna Sotto
- Re
- San Bernardino Verbano
- Santa Maria Maggiore
- Stresa
- Toceno
- Trarego Viggiona
- Trasquera
- Trontano
- Valle Cannobina
- Valstrona
- Vanzone con San Carlo
- Varzo
- Verbania
- Vignone
- Villadossola
- Villette
- Vogogna